# Felix Scheuerpflug
Felix H. Scheuerpflug (* 28. März 1964) ist ein deutsch-amerikanischer Konzertveranstalter, Künstlermanager, Produzent, Autor und ehemaliger Schwimmer.

## Leben
Nach seinem Abitur in Deutschland und Studium in den USA arbeitete er für den Sportmanager Ion Țiriac und gründete parallel 1986 sein eigenes Unternehmen, mit dem er Sport- und Tennisveranstaltungen, z. B. den ersten Damentennisschaukampf in Deutschland durchführte. Unter seiner Leitung fanden jährlich in Deutschland und den USA Tennisturniere zum Teil auch als Teil der ATP Tour statt. Er gehört zum Gründerkreis der ATP Tour of Champions.
Als Schwimmer startete er für den Verein EOSC aus Offenbach am Main und wurde bei den Deutschen Schwimmmeisterschaften 1984 Meister über 100 m Rücken.
Seit 1992 ist Felix Scheuerpflug auch als Konzertveranstalter, Promoter und als Begründer von Partnerschaften von Unternehmen tätig. Einer der wichtigsten Klienten und Partner war von 1992 bis zu dessen Tod der italienische Tenor Luciano Pavarotti. Die Zusammenarbeit mit Pavarotti umfasste die Organisation von Konzerten und Tourneen der Drei Tenöre und die Benefiz-Konzertreihe Pavarotti & Friends. Er publizierte ein Buch über Pavarotti und setzt mit den „Luciano Pavarotti Tribute Projects“ dessen karitatives Engagement fort.
Als Executive Producer hat er zahlreiche Musikproduktionen begleitet. Unter anderem produzierte er das Debütalbum und Singles von DSDS Ausnahmesängerin Judith Lefeber gemeinsam mit Till Brönner und Jens Kuphal.
In den Jahren 1993 und 1994 war Scheuerpflug als Leiter der Öffentlichkeitsarbeit der Bundes-CDU tätig und am Wahlkampf von Bundeskanzler Helmut Kohl sowie zahlreichen Landtagswahlen und der Europawahl beteiligt.
Scheuerpflug ist Chairman und Founder von GlobalAlerts, eines in Frankfurt ansässigen Unternehmens. GlobalAlerts ist ein weltweit eingesetztes Alert System.
Zudem ist Scheuerpflug Initiator von TheDOME, einer am Frankfurter Flughafen geplanten Multifunktionsarena. Er ist auch Geschäftsführer des TheDOME Konsortiums mit der kanadischen Katz Group.

## Publikationen
- mit Edwin Tinoco und Thomas Reitz: Luciano Pavarotti. Mit einem Vorwort von Lorenza, Cristina und Giuliana Pavarotti. Heyne, München 2008, ISBN 978-3-89910-401-1.